# Kramer (motocicleta)
Kramer fou una empresa alemanya fabricant de motocicletes de fora d'asfalt que tingué activitat entre el 1977 i el 2000. L'empresa va ser fundada el 1977 per Fritz Kramer a Laubuseschbach, població situada vora la serralada del Taunus, a la regió de Gießen (Hessen).

## Història

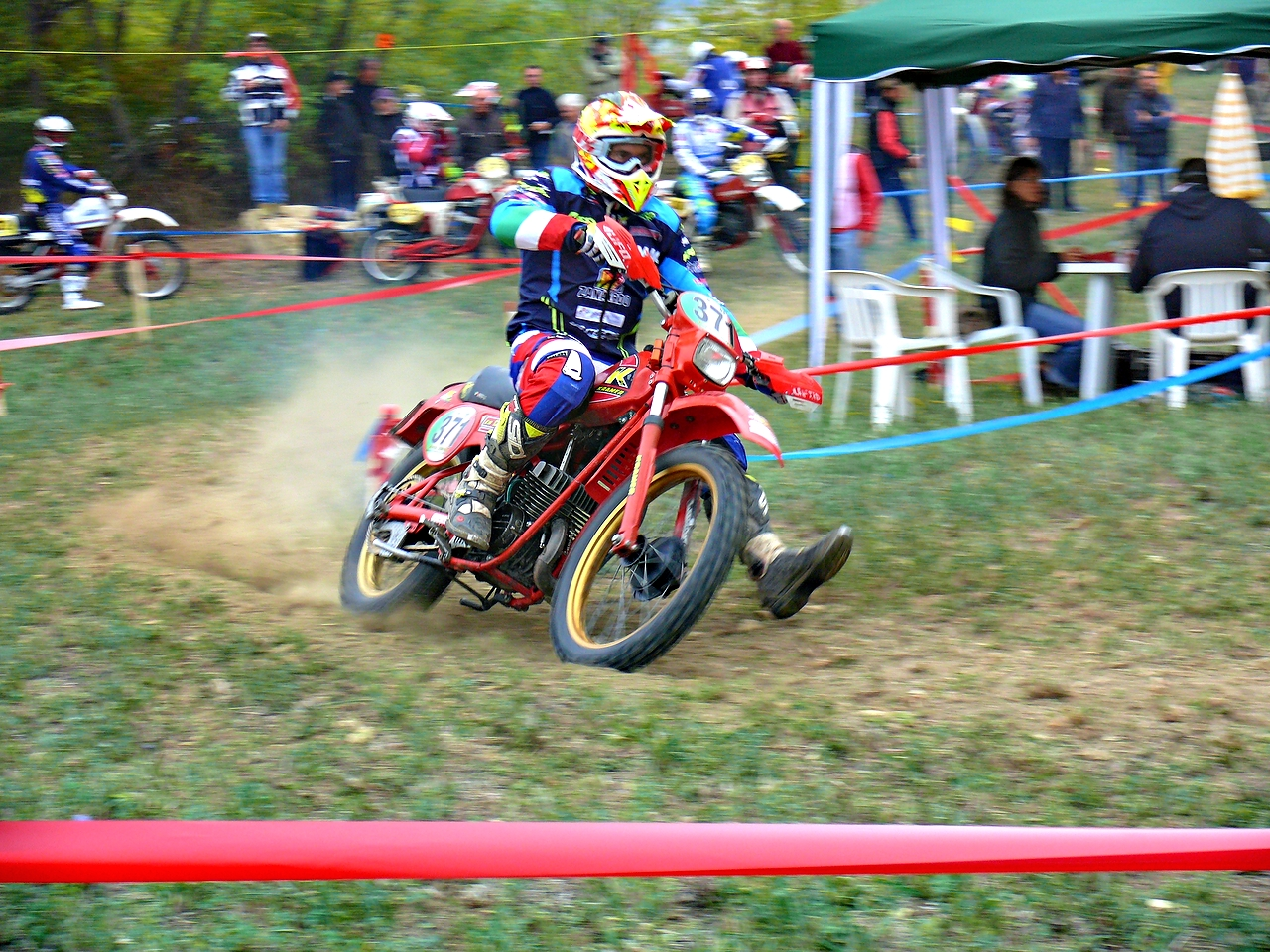
Una Kramer GS125 de 1980 en un enduro "vintage" a Itàlia el 2017

Fritz Kramer era distribuïdor de Maico a la seva zona i president del motoclub MSC Laubus-Eschbach. Gràcies als seus contactes dins la indústria del motocròs, a començaments de la dècada del 1970 va decidir modificar les Maico que venia tot canviant-ne el basculant i els amortidors posteriors per un sistema de suspensió semblant al Cantilever desenvolupat per Yamaha. Del 1975 al 1976 va construir entre 50 i 80 unitats d'aquestes Kramer-Maico, cadascuna amb el seu propi xassís.
El 1977, Kramer fundà l'empresa Kramer Motorradbau i començà a produir motocicletes de motocròs i enduro equipades amb motors Rotax de 123, 173, 248, 270, 360, 400 i 410 cc. D'ençà de 1978, la seva capacitat de producció era de prop de 30 motos al mes i fins al 1981 en va fabricar un total de 2.000 unitats. A partir del 1980, però, Kramer va començar a tenir dificultats financeres i finalment va fer fallida. El 1982, el seu distribuïdor Peter Heuser en va comprar els estocs i la maquinària i va intentar restablir la marca al proper Weilmünster, amb conseqüències nefastes, ja que després d'arruïnar-se el 1984 es va suïcidar.
També el 1982, l'empresa que fabricava les Kramer sota llicència a Arcore (a la província de Monza i Brianza), "Kramer Italia", es va canviar el nom a Kram-It. Més tard, Kram-It es va associar amb un altre petit fabricant italià que havia estat fundat a Varese el 1980, HRD Motor, i el nom de l'empresa es va tornar a canviar, aquest cop a Kram-It/HRD, mentre que la seu es va traslladar a Gazzaniga, província de Bèrgam. A finals de 1989, l'empresa va fer fallida i es vengué la concessió de la marca alemanya Kramer, que fou adquirida en pública subhasta per Reinhard Hallat, aleshores l'importador de Rotax per a Alemanya. Hallat va mantenir l'empresa en funcionament a Salzhemmendorf, Baixa Saxònia, fins que l'any 2000 tancà definitivament.

### Cronologia de la propietat
- 1970 - 1982: Fritz Kramer, des del 1977 com a Kramer Motorradbau (Laubuseschbach, Hessen)
- 1982 - 1985: Peter Heuser (Weilmünster, Hessen)
- 1985 - 1989: A Itàlia com a Kram-IT/HRD (Gazzaniga, Bèrgam)
- 1990 - 2000: Reinhard Hallat (Salzhemmendorf, Baixa Saxònia)